# 606 (tal)
606 är det naturliga heltal som följer 605 och följs av 607.

## Matematiska egenskaper
- 606 är ett udda tal.
- 606 är ett sammansatt tal.
- 606 är ett palindromtal i det decimala talsystemet.
- 606 är ett Sfeniskt tal.
- 606 är ett Hendekagontal.

## Inom vetenskapen
- 606 Brangäne, en asteroid.